# YOUR SONG〜青春宣誓〜
「YOUR SONG 〜青春宣誓〜」（ユア・ソング せいしゅんせんせい）は、松浦亜弥の14枚目のシングル。2004年7月14日に発売された。

## 解説
自身が初主演を果たした日本テレビ系土曜ドラマ『愛情イッポン!』主題歌。
初回盤には5種類あるB3ポスターのうち1つが封入された。
後につんく♂が『タイプ2』でセルフカバーしている。

## 収録曲
全作詞・作曲：つんく
1. YOUR SONG 〜青春宣誓〜 [5:14]
編曲：湯浅公一・鈴木俊介
2. シャイニング デイ [4:45]
編曲：湯浅公一
3. YOUR SONG 〜青春宣誓〜（Instrumental） [5:11]

## 参加ミュージシャン
YOUR SONG 〜青春宣誓〜
- プログラミング：湯浅公一
- ギター：鈴木俊介
- ベース：小松秀行
- ピアノ：小川文明
- ドラム：ARMIN Takeshi LINZBICHLER
- コーラス：竹内浩明・稲葉貴子・ORREN TANABE・REMONIA DIXON

シャイニング デイ
- プログラミング&キーボード：湯浅公一
- アコースティックギター：鎌田浩二
- コーラス：稲葉貴子・JP'S